# Crvivci

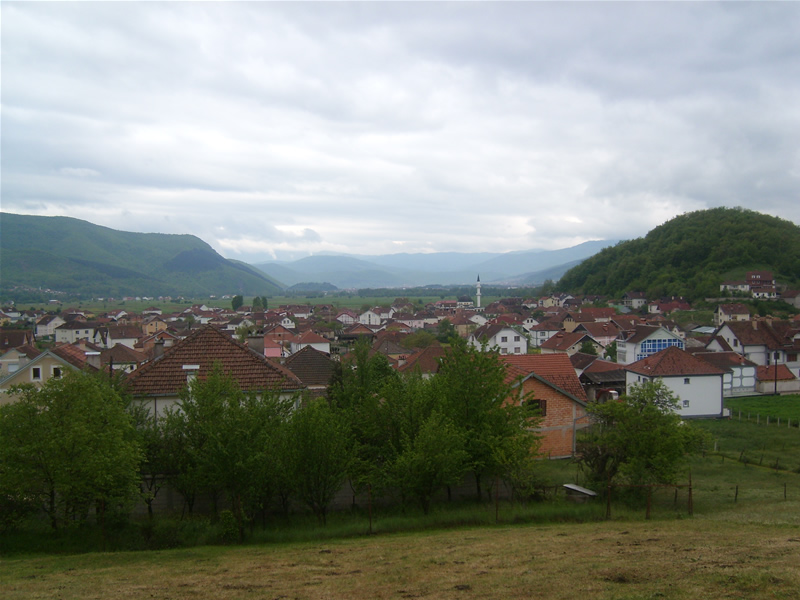
Blick über Crvivci

Crvivci (mazedonisch Црвивци, alban. Cërvica) ist ein Dorf in der Opština Kičevo im Westen Nordmazedoniens. Es liegt circa 5 Kilometer nördlich von Kičevo.

## Geschichte
Ausgrabungen zeigen auf, dass es während der Zeit der römischen Republik, 40 vor Chr., in Crvivci illyrische Siedlungen gab. Später kam das osmanische Reich und die Bewohner traten zum Islam über. Nach dem Ersten Weltkrieg wurde in Crvivci ein Massaker verübt, bei dem 42 Männer von den slawisch-orthodoxen Einwanderern ohne einen gerichtlichen Entscheid getötet wurden. 1991 wurde die neue Dorfmoschee erbaut, die die alte ersetzte. Die Tekke wurde 2009 renoviert.

## Bevölkerung

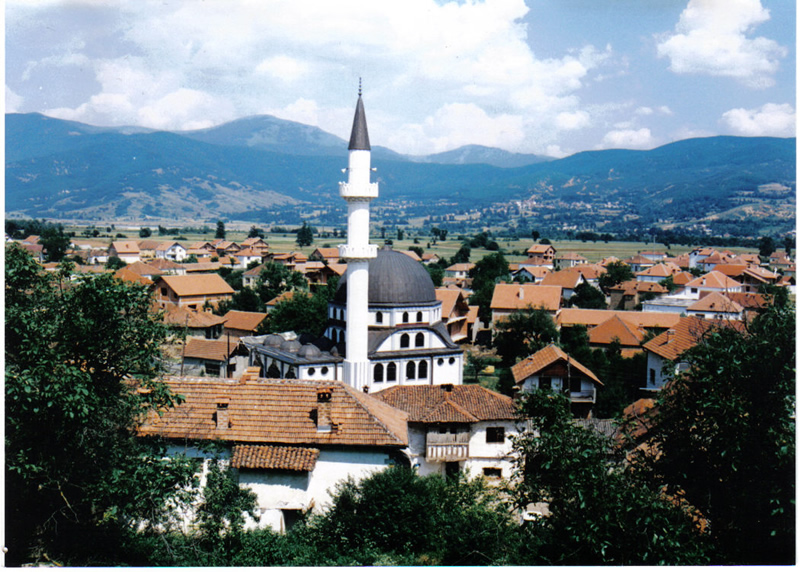
Die Moschee

Crvivci hat 1725 registrierte Einwohner, von denen zirka 600 im Ausland leben. Die Einwohner sind zu 99 % Albaner. Die Umgangssprache ist gegisches Albanisch. Die Einwohner von Crvivci sind zu 99 % islamischen Glaubens. 75 % sind sunnitische Muslime und 25 % gehören den Bektaschi-Muslimen an. Die meisten Bewohner sind in der Landwirtschaft tätig. Crvivci besitzt im Vergleich zu den anderen dörflichen Verhältnissen in Mazedonien eine ausgeprägte Infrastruktur.